# Guerre du Roussillon
 (mai 2023).
Si vous disposez d'ouvrages ou d'articles de référence ou si vous connaissez des sites web de qualité traitant du thème abordé ici, merci de compléter l'article en donnant les références utiles à sa vérifiabilité et en les liant à la section « Notes et références ».
Pour les articles homonymes, voir Roussillon.
Première Coalition
Guerres de la Révolution française
 Guerre du Roussillon
Batailles
La guerre du Roussillon, aussi dénommée guerre des Pyrénées, guerre de la Convention, guerre franco-espagnole ou guerre du Roussillon et de Catalogne, est un conflit qui oppose l'Espagne, associée au Portugal, et la France révolutionnaire de mars 1793 à juillet 1795 (durant la Convention nationale). Ces affrontements correspondent au front pyrénéen oriental du conflit plus général entre la première coalition et la France.

## Contexte
Depuis avril 1792, la République française est en guerre contre l'Empire germanique et le Royaume de Prusse. L'Espagne, liée aux Bourbons par le pacte de famille, s'efforce d'adopter une certaine neutralité, difficile à tenir dès lors que la situation de Louis XVI, parent du roi d'Espagne, se dégrade. D'ailleurs, dès octobre 1789, Louis XVI avertit Charles IV qu'il n'est plus libre de ses mouvements.

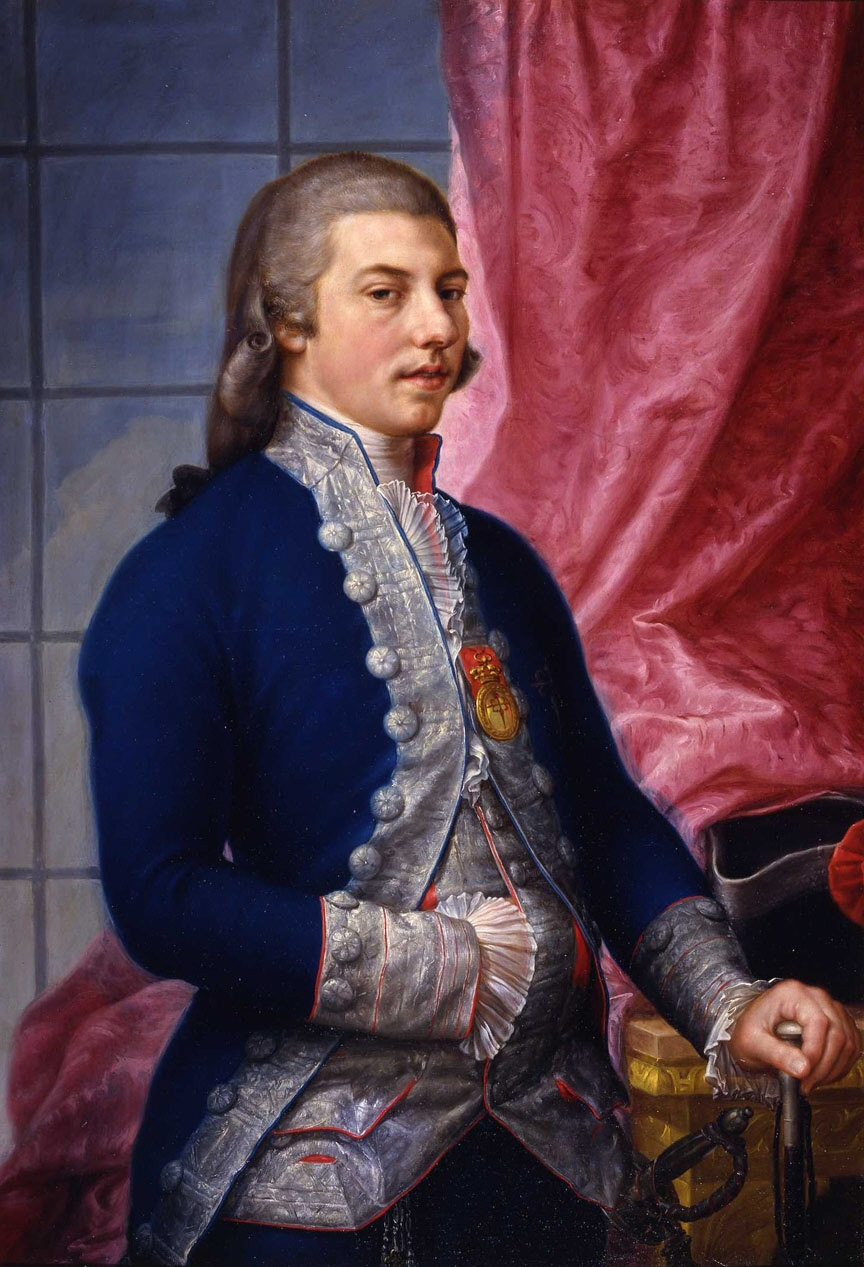
Manuel Godoy, chef du gouvernement espagnol.

L'exécution de Louis XVI le 21 janvier 1793 est l'élément déterminant. Indignés, les souverains espagnols et portugais rejoignent le Royaume de Grande-Bretagne dans son opposition à la France révolutionnaire. Manuel Godoy, le chef du gouvernement espagnol, renvoie l'ambassadeur français Jean-François de Bourgoing et rompt les relations diplomatiques avec la France qui lui déclare la guerre le 7 mars. L'Espagne signe avec la Grande-Bretagne son adhésion à la première coalition (1792-1797) espérant récupérer la partie de la Catalogne (Roussillon, Conflent et Cerdagne) devenue française depuis le traité des Pyrénées en 1659. Ensuite, lié à la Grande-Bretagne par la vieille alliance anglo-portugaise, le prince régent Jean VI de Portugal s'allie militairement en mars 1793 à la Grande-Bretagne et à l'Espagne et s'associe également à la première coalition.

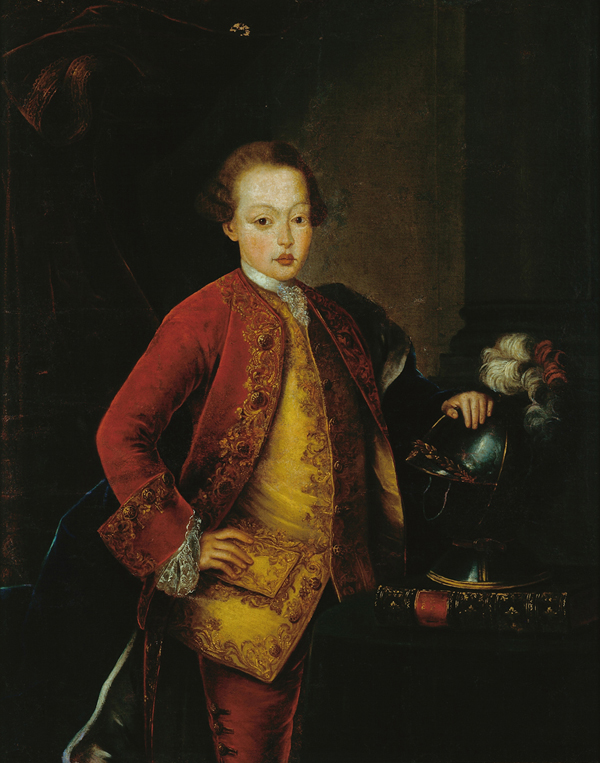
Le prince régent Jean VI de Portugal.

L'union des monarchies ibériques lance son offensive en Catalogne. L'alliance entre les trois puissances est confirmée par deux traités bilatéraux, le traité de Madrid le 15 juillet 1793, et le traité de Londres le 26 septembre 1793.
La Grande-Bretagne et l'Espagne sont officiellement en guerre contre la France, mais d'un point de vue diplomatique et militaire, l'engagement du Portugal est plus complexe. Tout en maintenant une neutralité de façade vis-à-vis de la France, Jean VI de Portugal signe le 15 juillet 1793 une convention avec l'Espagne qui définit les modalités pratiques de son engagement. Le pays s'engage à soutenir l'armée espagnole avec une division renforcée composée de six régiments d'infanterie, correspondant au quart de toute l'infanterie portugaise de l'époque, et avec des pièces d’artillerie. Après trois mois de recrutement, de réorganisation des troupes et de préparation du matériel, le 18 septembre 1793, le corps auxiliaire portugais part pour les Pyrénées, où il arrive le 9 novembre.
Associés aux Espagnols, les 5 400 militaires portugais sont placés par le prince régent Jean VI sous le commandement du lieutenant-général d'origine écossaise John Forbes-Skellater (en), qui travaille en coordination avec les officiers supérieurs espagnols. L'état-major du corps envoyé par Lisbonne est composé d'une multitude d'étrangers, le duc de Northumberland, général et pair d'Angleterre, le prince de Montmorency-Luxembourg, le comte de Chalons, le comte de Liautau. Parmi les officiers portugais encadrant les troupes, se trouvent le colonel du régiment du marquis des Minas, Gomes Freire de Andrade, le commandant de la 2e division d'artillerie, António Teixeira Rebelo, le lieutenant-colonel du 5e régiment d'infanterie de Peniche, Bernardim Freire de Andrade, João Correia de Sá, et le général de division Manuel Inácio Pamplona Corte Real. Dès leur arrivée, les troupes portugaises sont agrégées à l'armée espagnole dans une grande armée ibérique placée sous commandement en chef espagnol.

## Historique

### Les premiers succès du général Ricardos
Mobilisée la première, dès le 7 mars, la République française attaque la capitainerie générale de Catalogne en traversant la frontière.
Placé à la tête de l'armée destinée à reprendre les territoires catalans perdus par l'Espagne plus d'un siècle auparavant, le général Antonio Ricardos dirige la contre-attaque.

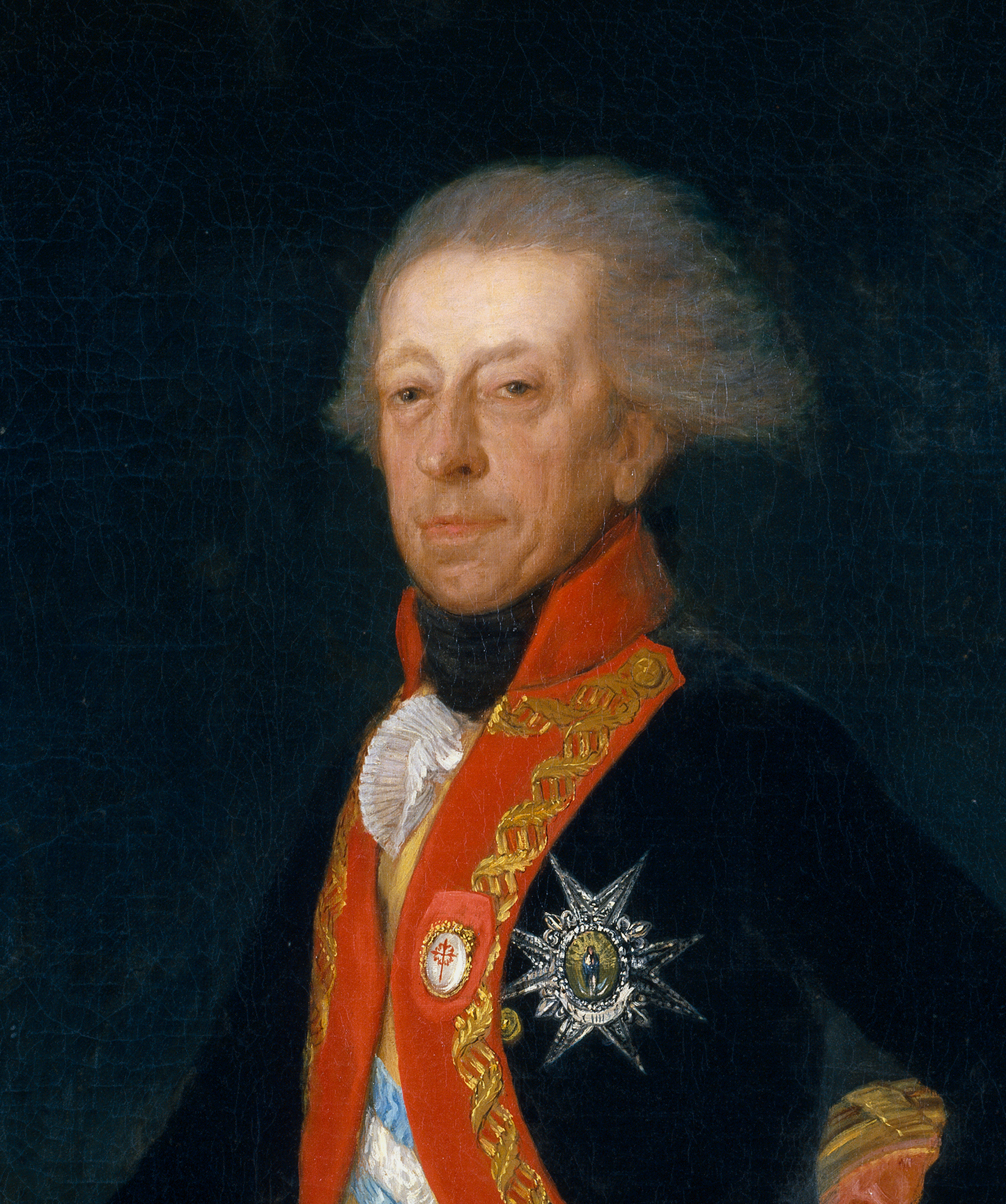
Le général Antonio Ricardos Carrillo de Albornoz.

Alors qu'une flotte anglo-espagnole apporte son soutien aux royalistes français pendant le siège de Toulon, les 25 000 hommes de l'armée de Ricardos envahissent le Roussillon à partir du 17 avril 1793 en entrant par Saint-Laurent-de-Cerdans, avant de descendre la vallée du Tech jusqu'à Céret, prise le 20 avril. L'armée espagnole vainc le 19 mai l'armée française dirigée par le général Dagobert à la bataille du Mas Deu. Si elle se heurte à la défense de Dagobert à Perpignan du 15 au 17 juillet, elle parvient jusqu'en septembre à prendre toutes les zones fortifiées de la région frontalière ainsi que les localités de la vallée du Tech : Banyuls-dels-Aspres, Céret, Arles-sur-Tech, etc.
Battu à Peyrestortes le 17 septembre, le général Ricardos prend une revanche éclatante lors de la bataille de Trouillas le 22 septembre. Au cours de celle-ci, l'armée espagnole reçoit des renforts envoyés par les comtes d'Osuna et de l'Union. Elle sait qu'elle va bénéficier de l'arrivée des troupes et de l'artillerie portugaises, tout juste envoyées par Lisbonne. Et elle a l'appui de l'escadre anglo-espagnole qui croise le long des côtes méditerranéennes. Les pertes infligées à l'armée française sont d'environ 3 000 morts, blessés ou prisonniers. Cependant, faute de ravitaillement, le général Ricardos ne peut exploiter pleinement sa victoire, et doit se retirer, avec près de 20 000 hommes et 106 pièces d'artillerie. Malgré un certain nombre de difficultés, il bat à nouveau les troupes révolutionnaires dans les Aspres, conquiert les localités de Port-Vendres ainsi que le fort Saint-Elme, dominant ainsi toute la côte roussillonnaise.
Très vite, les troupes portugaises arrivent et prennent part aux opérations. Les régiments de Freire de Andrade et de Cascais chargent les Français avec brio lors de la bataille du 13 décembre 1793. L'armée espagnole appuyée par les Portugais prend Collioure le 27 décembre. Le régiment de Freire de Andrade et le régiment de Cascais constituent la 2e brigade commandée par Gomes de Andrade qui prend ses quartiers d'hiver au Boulou.

### Les contre-offensives de Dugommier et la victoire française

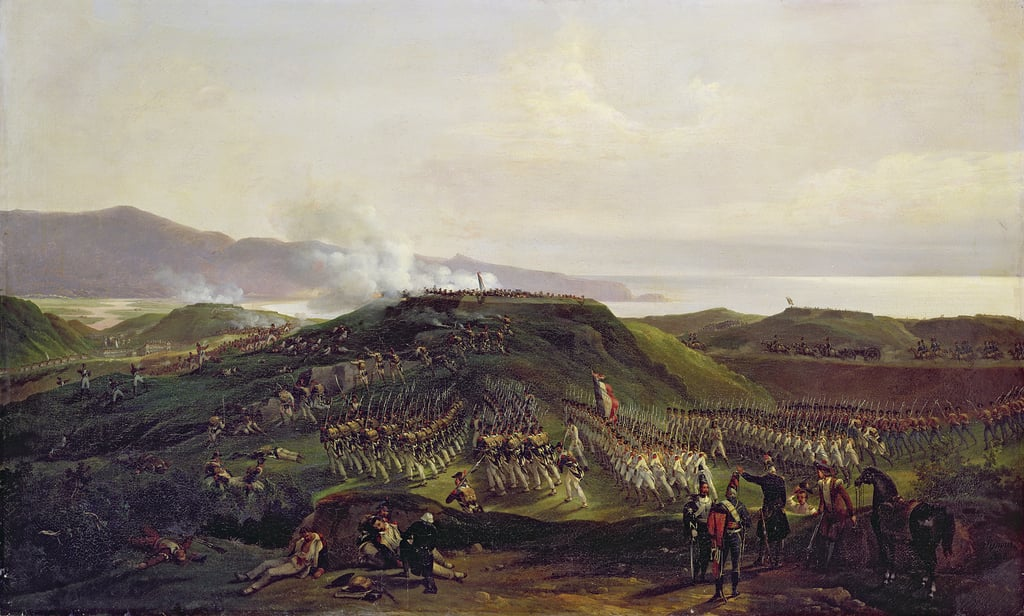
La Bataille de Croix-des-Bouquets, le 23 juin 1794, huile sur toile de Charles-Caïus Renoux, 1836, Musée de l'Histoire de France.

Progressivement, le manque de moyens espagnols et une mobilisation massive en France modifient le cours de la guerre. Alors qu'il est parti à Madrid chercher du soutien, le général Ricardos meurt le 13 mars 1794, victime d'une pneumonie. Il est remplacé brièvement par le général Pedro Agustín Girón, puis définitivement par le comte de l'Union, Luis Fermín de Carvajal. Peut-être parce qu'il est plus jeune et moins expérimenté que Ricardos, celui-ci connait une série de revers.

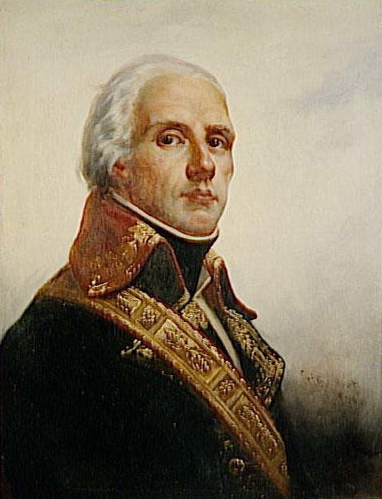
Le général Jacques François Dugommier.

Durant les campagnes de 1794 et 1795, les troupes françaises, dirigées par le général Dugommier, prennent le dessus sur les Espagnols du Roussillon au cours des batailles du Tech (28 avril 1794) et des Albères (30 avril). Le 1er mai 1794, l'armée française sous les ordres des généraux Augereau et Dugommier prend position face au camp ibérique du Boulou. En l'absence d'un commandement fort et expérimenté, les forces luso-espagnoles fléchissent devant les attaques françaises : au terme de ce qui est la 2e bataille du Boulou, les Espagnols et leurs alliés portugais, vaincus, sont contraints de battre en retraite. Alors que les Ibériques refluent derrière les Pyrénées, les troupes françaises pénètrent en Espagne, en Catalogne, au Pays basque et en Navarre, atteignant Miranda de Ebro. En novembre 1794, lors de la bataille de la Sierra Negra, les troupes françaises des généraux Pérignon et Dugommier, battent les troupes espagnoles du général Luis Fermín de Carvajal, comte de l'Union. Tué pendant les combats (en même temps que Dugommier), le comte de l'Union est temporairement remplacé par Jeronimo Morejon Giron y Moctezuma, marquis de Las Amarillas (es), puis par Don José de Urrutia y de las Casas (es). En décembre, le lieutenant-colonel portugais Bernardim Freire de Andrade est blessé lors de l'attaque de la position de Magdalena, en Catalogne.
Le 22 juillet 1795, rendu très inquiet par l'avancée de la France, dont il avait sous-estimé les forces, Godoy signe de façon séparée la paix de Bâle dont le Portugal est exclu. En échange de l'arrêt des hostilités, le gouvernement espagnol reconnaît la République française. L'Espagne cède à la France deux tiers de l'est de l'île d'Hispaniola (l'actuel Haïti) en échange de la réincorporation du Guipuscoa à la couronne espagnole. Les relations commerciales entre les deux puissances sont normalisées. Pour la signature de ce traité Manuel Godoy reçoit le titre de Príncipe de la Paz, « prince de la Paix ».
Revenue au système d'alliance du pacte de famille, l'Espagne se désolidarise de la Grande-Bretagne et du Portugal. La neutralité de façade et les tentatives de négociations ne changent pas la situation puisque le Portugal reste désormais le seul État ibérique en guerre contre la France révolutionnaire.

## Divers
- Pour le triomphe de la bataille de Trouillas, la veuve du général Antonio Ricardos reçoit le titre de comtesse de Trouillas.
- La guerre du Roussillon contribue à la promotion des cousins Freire de Andrade, deux figures majeures de l'armée portugaise pendant la Guerre péninsulaire :
  - le 17 décembre 1794, le lieutenant-colonel portugais Bernardim Freire de Andrade est promu colonel du 5e régiment d’infanterie de Peniche pour son action lors de l'attaque de la position de Magdalena en Catalogne ;
  - de retour au Portugal en 1795, le colonel Gomes Freire de Andrade est promu maréchal de camp au sein de l'armée portugaise, où on lui donne le sobriquet de « général russe » ; à la suite des combats qu'il vient de mener, il propose que soit créée une brigade légère, proposition qui est acceptée, mais le commandement de cette brigade est confié au marquis d'Alorna.
- La victoire française au Boulou est inscrite parmi les batailles victorieuses livrées par l'armée française sur le pilier ouest de l'arc de triomphe de l'Étoile à Paris.
- Pendant les quatre jours que dure la bataille de la Sierra Negra, le chirurgien français Dominique-Jean Larrey se distingue, pratiquant sept cents amputations.